# Irwin Keyes
Irwin Keyes (New York City, 16 marzo 1952 – Los Angeles, 8 luglio 2015) è stato un attore e comico statunitense.

## Biografia
Irwin Keyes è nato a New York il 16 marzo 1952 e ha trascorso la sua infanzia ad Amityville, dove si è diplomato alla Amityville Memorial High School nel 1970. Ha scoperto la passione per la recitazione al college, debuttando a teatro con The Lower Depths di Maksim Gorkij.
Noto per i suoi ruoli da "gigante buono", scagnozzo brutale o figura autoritaria, ha lavorato in una grande varietà di film, spaziando tra horror, commedie, thriller, fantascienza e azione. Il suo ruolo più popolare è stato quello di Hugo Majelewski, la buffa guardia del corpo nella sitcom I Jefferson.
Nel corso della carriera è apparso in numerose serie televisive di successo, tra cui Laverne & Shirley, Quelli della pallottola spuntata, Moonlighting, Sposati… con figli, In famiglia e con gli amici, Genitori in blue jeans, I racconti della cripta e CSI: Scena del crimine. Oltre al cinema e alla TV, ha preso parte a spot pubblicitari, videoclip musicali e ha lavorato come doppiatore per videogiochi.
Keyes ha vissuto a Los Angeles fino alla sua scomparsa, continuando a recitare fino alla fine.

### Morte
Irwin Keyes è scomparso l'8 luglio 2015, all'età di 63 anni, presso il Playa Del Rey Center di Los Angeles, a seguito di complicazioni dovute all'acromegalia.

## Filmografia

### Cortometraggi
- The Vampire Hunters Club (2001)
- Sent (2006)
- Glass Houses (2009)
- Ham Sandwich (2010)
- The Master & Me (2012)
- Titano (2014)

### Web serie
- Dead Kansas (2013)

### Televisione
- I Jefferson (The Jeffersons) (1981-1984)
- Quelli della pallottola spuntata (Police Squad!) (1982)
- Sposati… con figli (Married... with Children) (1987)
- Genitori in blue jeans (Growing Pains) (1989)
- Un catastrofico successo (On the Air ) (1992)
- I racconti della cripta (Tales from the Crypt) (1992)
- Get Smart (1995)
- CSI: Scena del crimine (CSI: Crime Scene Investigation) (2007)
- Pretty Little Liars (2013)

### Cinema
- Team-Mates (1978)
- Manny's Orphans (1978)
- I guerrieri della notte (The Warriors) (1979)
- Noctura (Nocturna: Granddaughter of Dracula) (1979)
- Squeeze Play! (1979)
- The Prize Fighter (1979)
- Squadra antigangster (The Gang That Sold America) (1979)
- Venerdì 13 (Friday the 13th) (1980)
- Bloodrage (1980)
- Exterminator (The Exterminator) (1980)
- Stardust Memories (1980)
- The Private Eyes (1980)
- Lovely But Deadly (1981)
- Zapped! - Il college più sballato d'America (Zapped!) (1982)
- Chained Heat (1983)
- Dominator (Exterminator 2) (1984)
- Nice Girls Don't Explode (1987)
- Il giustiziere della notte 4 (Death Wish 4: The Crackdown) (1987)
- Lo strano caso del dr. Frankenstein (Frankenstein General Hospital) (1988)
- Kandyland (1988)
- Down the Drain (1990)
- Mob Boss (1990)
- Pazzi (Disturbed) (1990)
- Verdetto: colpevole (Guilty as Charged) (1991)
- Dinosauri (Adventures in Dinosaur City) (1991)
- Motorama (1991)
- Il mio amico Ninja (Magic Kid) (1993)
- Incubo d'amore (Dream Lover) (1993)
- Il silenzio dei prosciutti (The Silence of the Hams) (1994)
- Oblivion: Cowboys Vs. Aliens (Oblivion) (1994)
- I Flintstones (The Flintstones) (1994)
- Il segreto del mio potere (The Power Within) (1995)
- Timemaster (1995)
- Il west del futuro (Oblivion 2: Backlash ) (1996)
- Pure Danger (1996)
- The Godson (1998)
- Body Shots (Tequila Body Shots) (1999)
- I Flintstones in Viva Rock Vegas (The Flintstones in Viva Rock Vegas) (2000)
- Perfect Fit (2001)
- Legend of the Phantom Rider (2002)
- La casa dei 1000 corpi (House of 1000 Corpses) (2003)
- Prima ti sposo poi ti rovino (Intolerable Cruelty) (2003)
- Neighborhood Watch (2005)
- ShadowBox (2005)
- Wristcutters - Una storia d'amore (Wristcutters: A Love Story) (2006)
- Wrestlemaniac (Wrestlemaniac) (2006)
- Dream Slashers (2007)
- Careless (2007)
- DarkPlace (2007)
- The Urn (2008)
- Black Dynamite (Black Dynamite) (2009)
- Dahmer vs Gacy (2010)
- Evil Bong 3: The Wrath of Bong (2011)
- Catch of the Day (2014)
- Angel Investors (2015)
- Portend (2015)
- The Caretaker (2016)

## Doppiaggio

### Videogiochi
- Bruno in Sam & Max Hit the Road (1993)
- Brutus in Double Switch (1993)